# Подере Корзо (Гросето)
Подере Корзо је насеље у Италији у округу Гросето, региону Тоскана.
Према процени из 2011. у насељу је живело 12 становника. Насеље се налази на надморској висини од 255 м.